# Vescovato, Korzika
Vescovato (korziško U Vescovatu) je naselje in občina v francoskem departmaju Haute-Corse regije - otoka Korzika. Leta 1999 je naselje imelo 2.316 prebivalcev.

## Geografija
Kraj leži na severovzhodu otoka Korzike 26 km južno od središča Bastie.

## Uprava
Vescovato je sedež istoimenskega kantona, v katerega so poleg njegove vključene še občine Castellare-di-Casinca, Loreto-di-Casinca, Penta-di-Casinca, Porri, Sorbo-Ocagnano in Venzolasca s 7.582 prebivalci.
Kanton Vescovato je sestavni del okrožja Corte.